# 昂蓬
昂蓬（法語：Hampont，法語發音：[ɑ̃pɔ̃]）是法国摩泽尔省的一个市镇，属于萨尔堡-萨兰堡区。

## 地理
昂蓬（48°50'9"N, 6°34'55"E）面积11.23 平方千米，位于法国大東部大區摩泽尔省，该省份为法国东北部内陆省份，是洛林的一部分，西南接默尔特-摩泽尔省，东临下莱茵省，北与卢森堡和德国接壤。
与昂蓬接壤的市镇（或旧市镇、城区）包括：比利永库尔、武埃堡、塞耶河畔阿罗库尔、莫维尔莱维克、穆瓦延维克、奥布雷克、皮蒂尼。

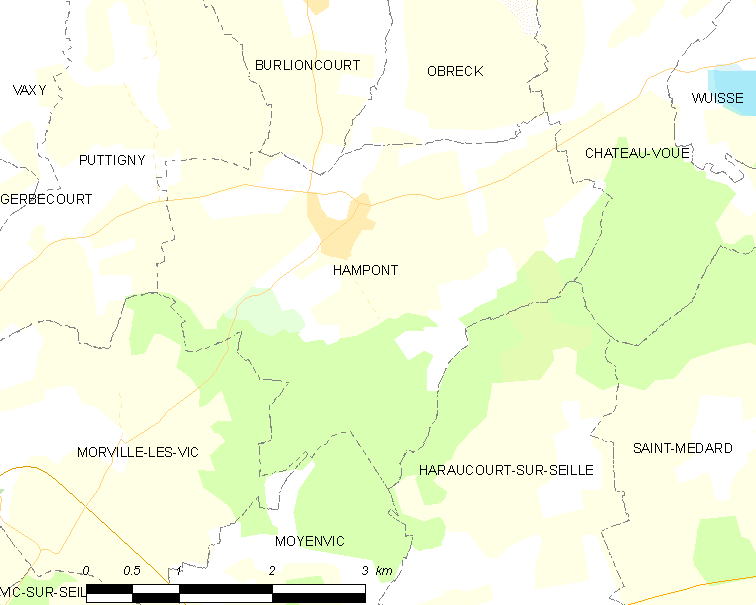
昂蓬的OSM定位图

昂蓬的时区为UTC+01:00、UTC+02:00（夏令时）。

## 行政
昂蓬的邮政编码为57170，INSEE市镇编码为57290。

## 政治
昂蓬所属的省级选区为索努瓦县。

## 人口

1962-2008年间昂蓬人口变化图示

昂蓬于2022年1月1日时的人口数量为167人。